# Подлесное (Хвалынский район)
Подлесное — село в Хвалынском районе Саратовской области России, в составе городского поселения Муниципальное образование город Хвалынск.
Население — 161 (2010) человек.

## История
В Списке населённых мест Российской империи по сведениям за 1859 год упоминается как владельческая деревня Подлесное Хвалынского уезда Саратовской губернии, расположенная при ручье Овечий Брод по левую сторону Казанского почтового тракта из города Волгска в город Сызрань на расстоянии 7 вёрст от уездного города. В населённом пункте имелось 54 двора, проживали 183 мужчины и 194 женщины, работала 1 мельница. 
Согласно переписи 1897 года в деревне проживали 588 жителей (281 мужчина и 307 женщин), из них православных — 121, старообрядцев (австрийского толка и беглопоповцы) — 466.
Согласно Списку населённых мест Саратовской губернии 1914 года деревня Подлесная относилась к Алексеевской волости. По сведениям за 1911 год в деревне насчитывалось 126 дворов, проживали 736 приписанных жителей (374 мужчины и 362 женщины). В Подлесной проживали преимущественно бывшие помещичьи крестьяне, великороссы, составлявшие одно сельское общество (бывших крестьян гр. Воронцова-Дашкова). В деревне имелись православная и единоверческая церкви, церковно-приходская школа.

## Физико-географическая характеристика
Село находится в пределах Приволжской возвышенности, являющейся частью Восточно-Европейской равнины, при ручье, среди отрогов Хвалынских гор, на высоте около 160 метров над уровнем моря. Почвы - чернозёмы остаточно-карбонатные.
Село расположено примерно в 8 км по прямой в южном направлении от районного центра города Хвалынска. По автомобильным дорогам расстояние до районного центра составляет 13 км, до областного центра города Саратов - 220 км. До железнодорожной станции Кулатка (линия Сызрань — Сенная) — 42 км.
Часовой пояс
Подлесное, как и вся Саратовская область, находится в часовой зоне МСК+1. Смещение применяемого времени относительно UTC составляет +4:00.

## Население
Динамика численности населения по годам:
| Годы      | 1859 | 1897 | 1911 | 2002 |
| --------- | ---- | ---- | ---- | ---- |
| Население | 377  | 588  | 736  | 214  |

| 2002 | 2010 |
| ---- | ---- |
| 214  | ↘161 |

Национальный состав
Согласно результатам переписи 2002 года русские составляли 91 % населения села.